# Knut A. Jacobsen
Knut A. Jacobsen, född 1956, är en norsk religionsvetare.
Jacobsen disputerade vid University of California 1994 och är nu professor vid sektionen för religionsvetenskap vid Universitetet i Bergen. Han är specialist på hinduism och sydasiatisk buddhism och har vistats i Indien under långa perioder.